# 田洋子
田洋子，原寫為田洋仔，是台灣屏東縣新園鄉的一個傳統地域名稱，位於該鄉西北部。相較於今日行政區，其範圍大致包括田洋村、新吉村西北端。

## 歷史
台灣日治初期，田洋子地區為一街庄，稱為「田洋仔庄」，隸屬於新園里。該庄北及東北與後庄仔庄、新庄仔庄為鄰，東與瓦磘仔庄為鄰，東南與仙公廟庄為鄰，南邊為新園庄，西南邊為五房洲庄，西北邊隔淡水溪（今高屏溪）與赤崁庄為界。
1901年（日治明治三十四年）11月，全台廢縣廳改設二十廳，該庄隸屬於阿猴廳。1903年（明治三十六年）12月，阿猴廳改名為阿緱廳。1904年（明治三十七年）4月，該庄編入「仙公廟區」，隸屬於阿緱廳。1909年（明治四十二年）10月，合併二十廳為十二廳，仙公廟區仍隸屬於阿緱廳。1920年（大正九年），全台地方制度大改正，廢十二廳改設五州二廳，該庄改制並雅化為「田洋子」大字，隸屬於高雄州東港郡新園庄。
戰後新園庄改制為新園鄉，隸屬於高雄縣，大字亦改制為村。1950年3月，新園鄉拆分出崁頂鄉，本地區仍隸屬新園鄉。1950年10月，高、屏分治，新園鄉改隸屬屏東縣。

## 聚落
本地區發展較早的聚落有田洋仔、西勢仔、仙仔腳、新興廍、新厝等，在日治期初期的官方地圖上已有記載。

## 交通
省道台27線是荖濃至烏龍的幹道，經過本地區東部邊界地帶。由該道路北行可前往萬丹鄉、屏東市、九如鄉/長治鄉交界地帶、鹽埔鄉、高樹鄉、高雄市六龜區，並止於下荖濃聚落的省道台20線路口；南行可前往新園鄉東南部，並止於烏龍聚落南郊的省道台17線路口。
鄉道屏55線是香社至山仔腳的道路。
鄉道屏60線是田洋仔至港仔墘的道路。